# Royal National Institute of Blind People
Le Royal National Institute of Blind People (RNIB) de Londres est une organisation caritative d'assistance aux aveugles, malvoyants et autres déficients visuels.
Cet institut apporte de l'information et de l'aide ainsi que des outils matériels ou non dans le domaine de l'accessibilité aux déficients visuels.

## Histoire
Le RNIB a été fondé par le médecin Thomas Rhodes Armitage (en) qui, lui-même, souffrait de problèmes visuels.
En 1868, le Dr Armitage fonda une organisation connue sous le nom de la British and Foreign Society for Improving Embossed Literature for the Blind, la société britannique et étrangère pour la littérature embossée améliorée pour l'aveugle, qui devint plus tard the British and Foreign Blind Association, l'association d'aveugles britannique et étrangère. En 1875, la reine Victoria en devint la première marraine.
L'organisation reçue une charte royale en 1948, et changea son nom en Royal National Institute for the Blind, Institut national royal pour la cécité, en 1953. En 2002, la possibilité d'adhésion de membres fut introduite et l'organisation changea son nom de nouveau en Royal National Institute of the Blind Royal National Institute of Blind People, Institut national royal des personnes aveugles.

## Organisation
RNIB est en organisation nationales comportant des branches et des bureaux à travers tout le Royaume-Uni, Irlande du Nord incluse. En 2016, le siège social est à Londres. La reine Élisabeth II est la marraine du RNIB.
En octobre 2008, Le RNIB et Action for Blind People (en), action pour le peuple aveugle, ont été agréées pour combiner certains services en Angleterre.
Le nouvel accord a commencé en avril 2009, étant donné qu'Action for Blind People devint à ce moment une association caritative associée au RNIB[réf. nécessaire].

## Activités
Le RNIB se donne comme activités : Empêcher la perte évitable de la vue, le soutien et l'information des personnes atteintes d'une déficience visuelle, le soin en maison spécialisée ou en milieu scolaire, la mise à disposition de produits favorisant l'accessibilité.

## Moyens financiers
Au décès de Jean Conan Doyle à l'âge de 84 ans, héritière des droits d'auteurs de la célèbre série de romans Sherlock  Holmes de par son père. Son testament stipulait que tous les droits d'auteur qu'elle détenait encore devaient être transférés au Royal National Institute of Blind People. En effet, dans une interview en 1990, elle avait confié que sa vue avait été mauvaise dès son plus jeune âge. Mais par la suite,  l'Institut national a revendu les droits aux 8 héritiers indirects de Doyle,.